# Montbrehain
Montbrehain è un comune francese di 810 abitanti situato nel dipartimento dell'Aisne della regione dell'Alta Francia.

## Storia

### Simboli
Lo stemma del comune riunsce le armi dei suoi antichi feudatari: nella prima partizione il blasone della famiglia de Macquerel, signori del luogo dall'ultimo quarto del XVI secolo fino alla fine del XVII (d'azzurro, a tre sgombri (in francese maquereaux) d'oro, coronati di rosso e posti in palo); nella seconda lo stemma di Georges de Valpergue, governatore di La Capelle, signore di Presles e di Montbrehain (fasciato d'oro e di rosso, alla pianta di canapa, d'argento, attraversante). La famiglia Valperga, originaria del Piemonte, passò al servizio dei re di Francia e si insediò nell'Amiénois e nella regione di Soissons.

## Monumenti e luighi d'interesse
- Chiesa di San Martino
- Due cimiteri militari britannici della prima guerra mondiale:

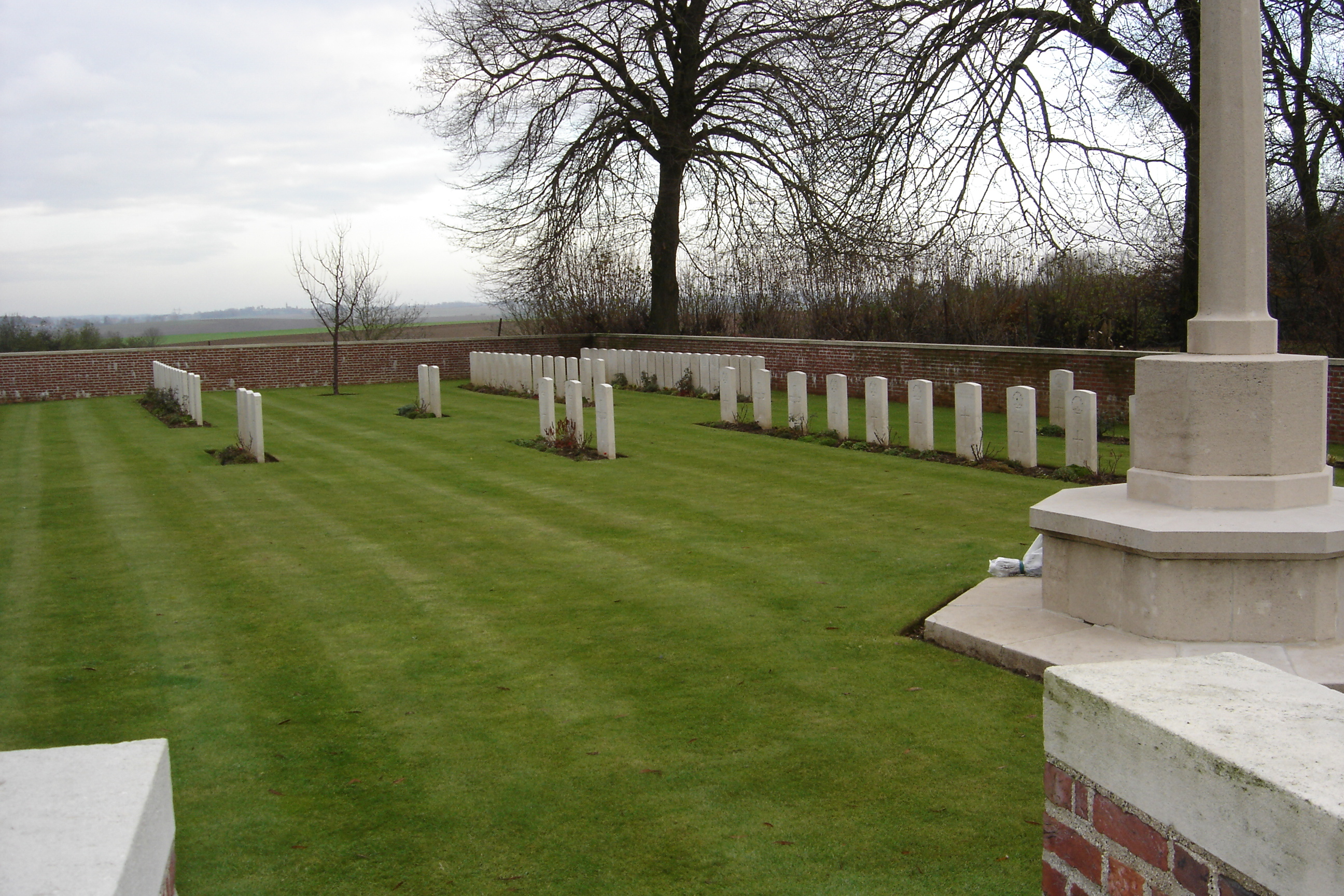
Cimitero Calvaire.

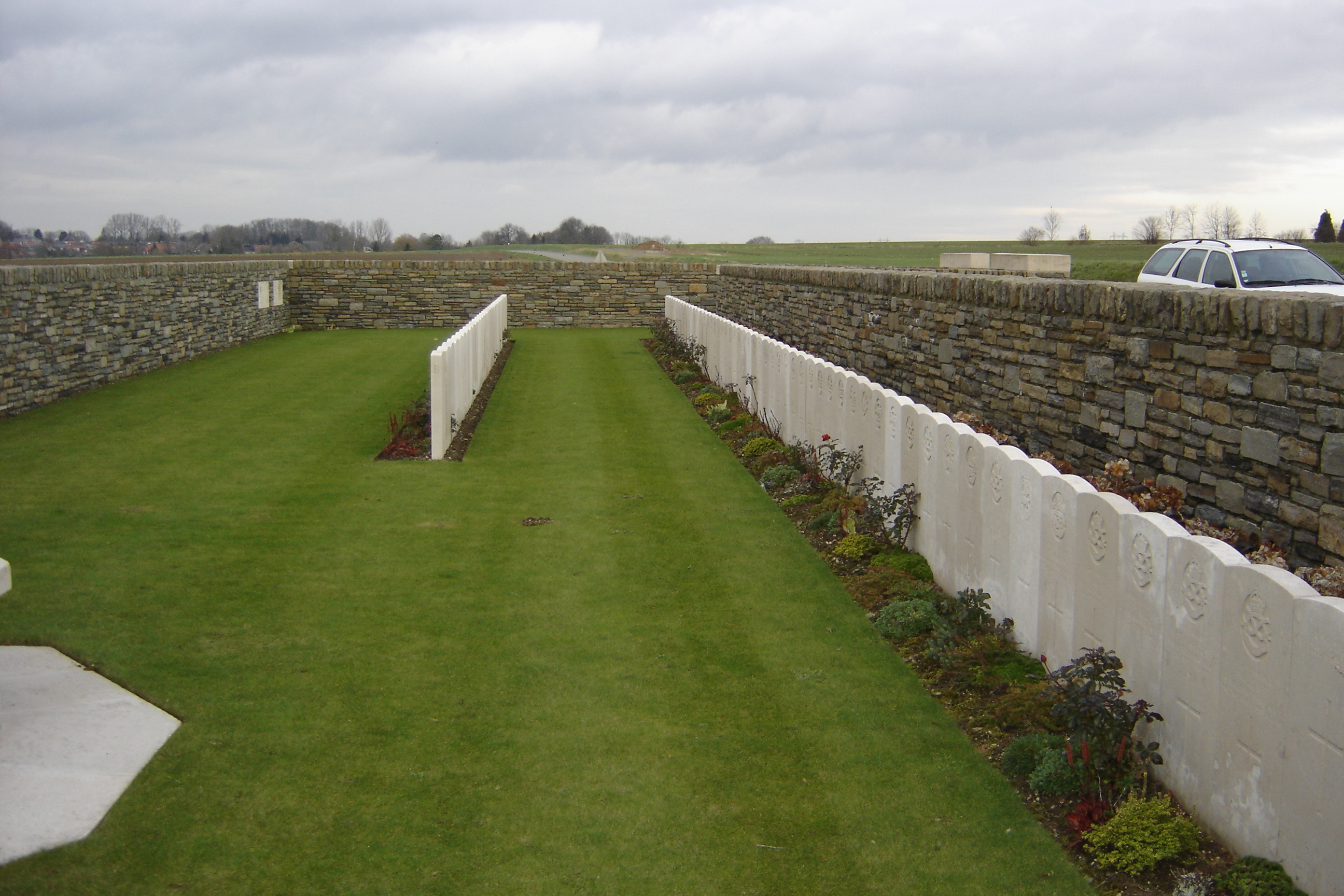
Cimitero britannico di Montbrehain.

## Società

### Evoluzione demografica
Abitanti censiti